# الفلسفة الإسلامية من نشأتها إلى اليوم (كتاب)
الفلسفة الإسلامية من نشأتها إلى اليوم: الفلسفة في أرض النبوة هو كتاب للسيد حسين نصر، الفيلسوف الإيراني وأستاذ الدراسات الإسلامية في جامعة جورج واشنطن. الكتاب عبارة عن تاريخ ونظرة عامة على الفلسفة الإسلامية تغطي أصولها في القرن التاسع وحتى العصر الحديث.

## الملخص
يقدم الكتاب عرضًا لتطور الفلسفة في العالم الإسلامي، وعلاقتها بالوحي والمادة المقدسة. كان هدف المؤلف هو تقديم الفلسفة الإسلامية في شكل تعاليم، ومناقشة تطورها في سياق التاريخ الأوسع للعالم الإسلامي، وخاصة علاقتها بالوحي الإسلامي.
ركز المؤلف على الفترة الأخيرة من الفلسفة الإسلامية، وخاصة في إيران. بعد الغزو المغولي لخوارزم أصبحت إيران الساحة الأهم لاستمرار الفكر الإسلامي. ويزعم المؤلف أن الفلسفة الإسلامية أصبحت خلال هذه الفترة أقرب إلى الحقائق الباطنية التي تكشفت من خلال الوحي. كما استخدم هذه الفترة اللاحقة للدراسات المقارنة، ومقارنة التقاليد الفلسفية الإسلامية والمسيحية وفحص كيفية تباعدها واتباعها لمصائر مختلفة.
الكتاب هو نتيجة ما يقرب من خمسين عامًا من دراسة المؤلف وتأمله للفلسفة والقضايا الفلسفية. في مقدمة الترجمة الفارسية للكتاب، يذكر المؤلف سيد حسين نصر أن الكتاب هو محاولة لتحدي روايات المستشرقين حول الفكر الإسلامي، وهو وهنري كوربين من بين الباحثين الذين حاولوا تحدي مونولوج الاستشراق ذي التوجه الغربي.
يبدأ الكتاب بمقدمة وقسم الترجمة بالإضافة إلى مقدمة المؤلف. في الجزء الأول يقدم المؤلف تقريرًا عن الأبحاث الغربية المعاصرة في الفلسفة الإسلامية. ويتضمن شرحًا لمكانة الفلسفة الإسلامية في العالم الإسلامي، وعلاقاتها بالمجالات والعلوم الأخرى، ومعنى الفلسفة الإسلامية من وجهة نظر جمع من الفلاسفة المسلمين [الإنجليزية].
وفي الجزء الثاني يناقش المؤلف وجود المحتوى الأساسي والهيكل العظمي للفلسفة الإسلامية. وعلى وجه الخصوص، تتم مناقشة الميتافيزيقا في الفلسفة الإسلامية، بما في ذلك رأي مارتن هايدغر بأن العودة إلى الوجود هي الطريق إلى الخلاص. تتحدث الفلسفة الغربية عن نهاية الميتافيزيقا، لكن تيار الفلسفة الإسلامية هو التقارب بين الأنطولوجيا والميتافيزيقا، كما طرح في فلسفة الملا صدرا ، المرتكزة على نظرية " أولوية الوجود".
أما الجزء الثالث فهو الأكثر تفصيلًا، إذ يقدم إطارًا لدراسة الفلسفة الإسلامية عبر التاريخ، ويتناول الفلسفة الإسلامية منذ بدايتها وحتى العصر المعاصر.
وفي الجزء الرابع يتناول المؤلف الحالة الراهنة للفكر في العالم الإسلامي، ويبحث في العلاقات المتعددة بين الإسلام والفكر الحديث، ويدرس سير الفلسفة في عالم النبوة قديمًا وحديثًا.

## الإصدار والاستقبال
نُشر الكتاب لأول مرة باللغة الإنجليزية بواسطة مطبعة جامعة ولاية نيويورك (مطبعة ساني [الإنجليزية]) في الولايات المتحدة في عام 2006. وقد ترجمه إلى الفارسية مهدي نجفي عفراء، أستاذ الدراسات الإسلامية في جامعة آزاد الإسلامية في طهران، ونشرته دار الجامي عام 2015 مع طبعة محدثة عام 2017.
كانت المراجعات الأكاديمية إيجابية بشكل عام، حيث أشادت بشمولية الكتاب وتفاصيله، وخاصة فيما يتعلق بالفلاسفة والمدارس الفكرية الإسلامية التي ظلت غامضة في الخطاب الغربي. علّق أحد المراجعين على أن المادة تبدو وكأنها جُمعت من مقالات كُتبت لمناسبات أخرى، مما أدى إلى التكرار، ووصفها بأنها "عمل غير متسق، مكتوب بشكل جميل عادةً، ولكنه ليس بسيطًا ومنظمًا بما يكفي للطلاب ولا عميقًا بما يكفي للعلماء". في عام 2007، أوصت جمعية المكتبات الأمريكية بالدراسة على مستوى الدراسات العليا في مراجعة كتابها المختار.

## طالع أيضًا
- الأفلاطونية في الفلسفة الإسلامية
- عالم صوفي
- الوفاق البراجماتي: العلاقات الإسرائيلية الإيرانية، 1948-1988
- ليس لضعاف القلوب: دروس في الشجاعة والقوة والمثابرة
- فوكو في إيران: الثورة الإسلامية بعد عصر التنوير
- إيران بين ثورتين

## روابط خارجية
- إقبال
- جودريدز
- كتب جوجل
- فلسفه_در_سرزمين_نبوت — مقالة ويكيبيديا الفارسية للترجمة الفارسية